# WDF Europe Cup
Het WDF Europe Cup (of Europees kampioenschap darten) is een dartstoernooi georganiseerd door de World Darts Federation. De eerste editie was in 1978. Het toernooi wordt om de twee jaar gehouden. De heren spelen drie onderdelen. Individueel, dubbels en teams. De vrouwen spelen twee onderdelen. Individueel, dubbels en sinds 2014 ook Teams. Elk land bestaat uit vier heren en twee vrouwen. Sinds 2014 uit vier vrouwen. In 2002 gooide Raymond van Barneveld de eerste 9-darter ooit op het Europees kampioenschap. Het gebeurde tijdens het Heren teams. Nederland speelde tegen Finland in de halve finale. Van Barneveld speelde tegen Marko Pusa en gooide de 9-darter.

## Nederlands heren team en overall klassering
| Jaar | Plaats                                  | Klassering                              | Team                                                                           |
| ---- | --------------------------------------- | --------------------------------------- | ------------------------------------------------------------------------------ |
| 1978 | Kopenhagen                              | 8e                                      | Peter Lee, Herman Jongman, Jilles Vermaat, Peter Smith                         |
| 1980 | Ebbw Vale                               | 10e                                     | Robin Earp, Alan Morley, Leo de Oude, Jilles Vermaat                           |
| 1982 | Southend                                | 8e                                      | Ellis Elsevijf, Gerard van Dissel, Ruud Kleyweg, Malcolm Nolan                 |
| 1984 | Den Haag                                | 5e                                      | Ellis Elsevijf, Graeme Stoddart, Pieter Kessels, Rick Daniels                  |
| 1986 | Turku                                   | 12e                                     | Roland Scholten, Bert Vlaardingerbroek, Paul Hoogenboom, Wim van de Ven        |
| 1988 | Great Yarmouth                          | 9e                                      | Bert Vlaardingerbroek, Jilles Vermaat, Ronald Wensveen, Raymond van Barneveld  |
| 1990 | Verdala                                 | 9e                                      | Bert Vlaardingerbroek, Wiel Schreurs, Fred Peeper, Raymond van Barneveld       |
| 1992 | Kerava                                  | 9e                                      | Bert Vlaardingerbroek, Paul Hoogenboom, Hans Zeelenberg, Raymond van Barneveld |
| 1994 | Stockholm                               | 4e                                      | Bert Vlaardingerbroek, Braulio Roncero, Raymond van Barneveld, Roland Scholten |
| 1996 | Bundoran                                | Zilver                                  | Braulio Roncero, Co Stompé, Raymond van Barneveld, Roland Scholten             |
| 1998 | Oslo                                    | 4e                                      | Co Stompé, Richard Rietveld, Raymond van Barneveld, Roland Scholten            |
| 2000 | Veldhoven                               | Zilver                                  | Arjan Moen, Co Stompé, Frans Harmsen, Raymond van Barneveld                    |
| 2002 | Mechelen                                | Brons                                   | Co Stompé, Albertino Essers, Vincent van der Voort, Raymond van Barneveld      |
| 2004 | Tampere                                 | Zilver                                  | Raymond van Barneveld, Vincent van der Voort, Dick van Dijk, Mario Robbe       |
| 2006 | Ennis                                   | Goud                                    | Jelle Klaasen, Co Stompé, Vincent van der Voort, Niels de Ruiter               |
| 2008 | Kopenhagen                              | 6e                                      | Fabian Roosenbrand, Joey ten Berge, Daniel Brouwer, Willy van de Wiel          |
| 2010 | Antalya                                 | Zilver                                  | Willy van de Wiel, Joey ten Berge, Rick Hofstra, Cor Ernst                     |
| 2012 | Antalya                                 | Goud                                    | Benito van de Pas, Christian Kist, Jan Dekker, Wesley Harms                    |
| 2014 | Boekarest                               | 5e                                      | Remco van Eijden, Danny Noppert, Jeffrey de Graaf, Wesley Harms                |
| 2016 | Egmond aan Zee                          | Goud                                    | Wesley Harms, Richard Veenstra, Jeffrey Sparidaans, Gino Vos                   |
| 2018 | Boedapest                               | Zilver                                  | Richard Veenstra, Willem Mandigers, Martijn Kleermaker, Chris Landman          |
| 2020 | niet gehouden vanwege de Coronapandemie | niet gehouden vanwege de Coronapandemie | niet gehouden vanwege de Coronapandemie                                        |
| 2022 | Gandia                                  | Zilver                                  | Danny van Trijp, Jelle Klaasen, Dennie Olde Kalter, Wesley Plaisier            |
| 2024 | Šamorín                                 | Zilver                                  | Wesley Plaisier, Alexander Merkx, Dennie Olde Kalter, Johann Brouwer           |

## Nederlands vrouwen team en overall klassering
| Jaar | Plaats                                  | Klassering                              | Team                                                                         |
| ---- | --------------------------------------- | --------------------------------------- | ---------------------------------------------------------------------------- |
| 1982 | Southend                                | 7e                                      | Sylvia Gouthier, Valerie Maytum                                              |
| 1984 | Den Haag                                | 7e                                      | Johanna Schipper, Valerie Maytum                                             |
| 1986 | Turku                                   | Brons                                   | Valerie Maytum, Mia Mevissen                                                 |
| 1988 | Great Yarmouth                          | 10e                                     | Ingrid Hulman, Valerie Maytum                                                |
| 1990 | Verdala                                 | 14e                                     | Anja Beekmans, Mia Mevissen                                                  |
| 1992 | Kerava                                  | 5e                                      | Francis Hoenselaar, Kitty van der Vliet                                      |
| 1994 | Stockholm                               | Zilver                                  | Francis Hoenselaar, Valerie Maytum                                           |
| 1996 | Bundoran                                | Zilver                                  | Francis Hoenselaar, Valerie Maytum                                           |
| 1998 | Oslo                                    | 5e                                      | Mieke de Boer, Valerie Maytum                                                |
| 2000 | Veldhoven                               | Goud                                    | Francis Hoenselaar, Karin Krappen                                            |
| 2002 | Mechelen                                | Goud                                    | Francis Hoenselaar, Karin Krappen                                            |
| 2004 | Tampere                                 | Zilver                                  | Francis Hoenselaar, Karin Krappen                                            |
| 2006 | Ennis                                   | 4e                                      | Francis Hoenselaar, Karin Krappen                                            |
| 2008 | Kopenhagen                              | 7e                                      | Sharon Prins, Carla Molema                                                   |
| 2010 | Antalya                                 | Zilver                                  | Francis Hoenselaar, Karin Krappen                                            |
| 2012 | Antalya                                 | Goud                                    | Karin Krappen, Tamara Schuur                                                 |
| 2014 | Boekarest                               | Zilver                                  | Sharon Prins, Aileen de Graaf, Anneke Kuijten, Tamara Schuur                 |
| 2016 | Egmond aan Zee                          | Zilver                                  | Sharon Prins, Aileen de Graaf, Anneke Kuijten, Anca Zijlstra                 |
| 2018 | Boedapest                               | Zilver                                  | Sharon Prins, Anca Zijlstra, Femke Herms, Vanessa Zuidema                    |
| 2020 | niet gehouden vanwege de Coronapandemie | niet gehouden vanwege de Coronapandemie | niet gehouden vanwege de Coronapandemie                                      |
| 2022 | Gandia                                  | Zilver                                  | Anca Zijlstra, Lerena Rietbergen, Priscilla Steenbergen, Noa-Lynn van Leuven |
| 2024 | Šamorín                                 | Goud                                    | Noa-Lynn van Leuven, Aletta Wajer, Priscilla Steenbergen, Lerena Rietbergen  |

## Nine-dart finishes
| Speler                | Jaar | Ronde                | Resultaat | Tegenstander |
| --------------------- | ---- | -------------------- | --------- | ------------ |
| Raymond van Barneveld | 2002 | Halve finale (Teams) | Gewonnen  | Marko Pusa   |

## Europees kampioen WDF

### Heren overall
| Jaar | Plaats                                  | Goud                                    | Zilver                                  | Brons                                   |
| ---- | --------------------------------------- | --------------------------------------- | --------------------------------------- | --------------------------------------- |
| 1978 | Kopenhagen                              | Engeland                                | Schotland                               | Wales                                   |
| 1980 | Ebbw Vale                               | Engeland                                | Zweden                                  | Schotland                               |
| 1982 | Southend                                | Engeland                                | Zweden                                  | Schotland                               |
| 1984 | Den Haag                                | Engeland                                | Wales                                   | Noord-Ierland                           |
| 1986 | Turku                                   | Engeland                                | Finland                                 | Schotland / België                      |
| 1988 | Great Yarmouth                          | Engeland                                | Zweden                                  | Schotland                               |
| 1990 | Verdala                                 | Engeland                                | Wales                                   | Zweden                                  |
| 1992 | Kerava                                  | Engeland                                | Wales                                   | Finland                                 |
| 1994 | Stockholm                               | Engeland                                | Wales                                   | Schotland                               |
| 1996 | Bundoran                                | Engeland                                | Nederland                               | Noord-Ierland                           |
| 1998 | Oslo                                    | Wales                                   | Engeland                                | Schotland                               |
| 2000 | Veldhoven                               | Engeland                                | Nederland                               | Wales                                   |
| 2002 | Mechelen                                | Schotland                               | Engeland                                | Nederland                               |
| 2004 | Tampere                                 | Nederland                               | Engeland                                | Finland                                 |
| 2006 | Ennis                                   | Nederland                               | Schotland                               | Finland                                 |
| 2008 | Kopenhagen                              | Denemarken                              | Engeland                                | Schotland                               |
| 2010 | Antalya                                 | Engeland                                | Nederland                               | België                                  |
| 2012 | Antalya                                 | Nederland                               | België                                  | Engeland                                |
| 2014 | Boekarest                               | Engeland                                | Wales                                   | Ierland                                 |
| 2016 | Egmond aan Zee                          | Nederland                               | Engeland                                | Zweden                                  |
| 2018 | Boedapest                               | Engeland                                | Nederland                               | Ierland                                 |
| 2020 | niet gehouden vanwege de Coronapandemie | niet gehouden vanwege de Coronapandemie | niet gehouden vanwege de Coronapandemie | niet gehouden vanwege de Coronapandemie |
| 2022 | Gandia                                  | Engeland                                | Nederland                               | Wales                                   |
| 2024 | Šamorín                                 | Zweden                                  | Nederland                               | Engeland                                |

### Heren teams
| Jaar | Plaats                                  | Winnaars                                                                    | Uitslag                                 | Tegenstanders                                                                    |
| ---- | --------------------------------------- | --------------------------------------------------------------------------- | --------------------------------------- | -------------------------------------------------------------------------------- |
| 1978 | Kopenhagen                              | Schotland Jocky Wilson Rab Smith George Nicoll Eric MacLean                 | 9 – 3                                   | Wales Leighton Rees Alan Evans Tony Ridler John Assiratti                        |
| 1980 | Ebbw Vale                               | Engeland Eric Bristow John Lowe Tony Brown Cliff Lazarenko                  | 9 – 3                                   | Wales Ceri Morgan Wayne Lock Leighton Rees Dyfri Jones                           |
| 1982 | Southend                                | Engeland Dave Whitcombe Eric Bristow Bobby George Cliff Lazarenko           | 9 – 1                                   | Wales Dyfri Jones Ceri Morgan Peter Locke Tony Ridler                            |
| 1984 | Den Haag                                | Engeland Dave Whitcombe Eric Bristow John Lowe Cliff Lazarenko              | 9 – 7                                   | Noord-Ierland Steve Brennan Ray Farrell David Keery Fred McMullan                |
| 1986 | Turku                                   | Engeland Dave Whitcombe Eric Bristow John Lowe Cliff Lazarenko              | 9 – 3                                   | België Felix Smout Frans Devooght Willy Logie Freddie Laebens                    |
| 1988 | Great Yarmouth                          | Wales Chris Johns Eric Burden Geraint Wilson Richie Burnett                 | 9 – 7                                   | Schotland Trevor Nurse Jocky Wilson Peter Masson Peter MacDonald                 |
| 1990 | Verdala                                 | Engeland Eric Bristow Phil Taylor John Lowe Bob Anderson                    | 9 – 1                                   | Zweden Lars Erik Karlsson Magnus Caris Stefan Nagy Ulf Liman                     |
| 1992 | Kerava                                  | Engeland John Lowe Bob Anderson Phil Taylor Alan Warriner                   | 9 – 3                                   | Wales Eric Burden Peter Locke Martin Phillips Geoff Tucker                       |
| 1994 | Stockholm                               | Engeland Steve Beaton Ronnie Baxter Kevin Kenny Martin Adams                | 9 – 7                                   | Wales Eric Burden Sean Palfrey Richie Burnett Martin Phillips                    |
| 1996 | Bundoran                                | Engeland Steve Beaton Ronnie Baxter Martin Adams Andy Fordham               | 9 – 5                                   | Wales Mark Salmon Sean Palfrey Eric Burden Marshall James                        |
| 1998 | Oslo                                    | Engeland Steve Beaton Ronnie Baxter Martin Adams Andy Fordham               | 9 – 5                                   | België Tanguy Borra Erik Clarys Chris Van den Bergh Luc Vriesacker               |
| 2000 | Veldhoven                               | Engeland Martin Adams Mervyn King Kevin Painter Ted Hankey                  | 9 – 3                                   | Nederland Raymond van Barneveld Frans Harmsen Arjan Moen Co Stompé               |
| 2002 | Mechelen                                | Schotland Gary Anderson Peter Johnstone Mike Veitch George Dalglish         | 9 – 8                                   | Nederland Raymond van Barneveld Co Stompé Vincent van der Voort Albertino Essers |
| 2004 | Tampere                                 | Engeland Martin Adams Mervyn King John Walton Ted Hankey                    | 9 – 7                                   | Schotland Gary Anderson Mike Veitch Paul Hanvidge Paul McGimpsey                 |
| 2006 | Ennis                                   | Nederland Jelle Klaasen Co Stompé Vincent van der Voort Niels de Ruiter     | 9 – 2                                   | Schotland Paul Hanvidge Mike Veitch Paul McGimpsey Gary Anderson                 |
| 2008 | Kopenhagen                              | Denemarken Per Laursen Stig Jørgensen Preben Krabben Frede Johansen         | 9 – 8                                   | Nederland Fabian Roosenbrand Joey ten Berge Daniel Brouwer Willy van de Wiel     |
| 2010 | Antalya                                 | België Ronny Huybrechts Kim Huybrechts Kurt Van De Rijck Geert De Vos       | 9 – 5                                   | Nederland Willy van de Wiel Joey ten Berge Rick Hofstra Cor Ernst                |
| 2012 | Antalya                                 | Nederland Christian Kist Wesley Harms Jan Dekker Benito van de Pas          | 9 – 7                                   | Engeland Martin Atkins Tony O'Shea Scott Waites Martin Adams                     |
| 2014 | Boekarest                               | Wales Wayne Warren Martin Phillips Jonny Clayton David Smith-Hayes          | 9 – 7                                   | Engeland Scott Mitchell James Wilson Scott Waites Glen Durrant                   |
| 2016 | Egmond aan Zee                          | Engeland Scott Mitchell Glen Durrant James Hurrell Jamie Hughes             | 9 – 6                                   | Nederland Richard Veenstra Wesley Harms Gino Vos Jeffrey Sparidaans              |
| 2018 | Boedapest                               | Zweden Andreas Harrysson Daniel Larsson Edwin Torbjörnsson Oskar Lukasiak   | 9 – 6                                   | Nederland Richard Veenstra Willem Mandigers Martijn Kleermaker Chris Landman     |
| 2020 | niet gehouden vanwege de Coronapandemie | niet gehouden vanwege de Coronapandemie                                     | niet gehouden vanwege de Coronapandemie | niet gehouden vanwege de Coronapandemie                                          |
| 2022 | Gandia                                  | Engeland James Hurrell Luke Littler Joshua Richardson Scott Williams        | 9 – 8                                   | Nederland Dennie Olde Kalter Jelle Klaasen Wesley Plaisier Danny van Trijp       |
| 2024 | Šamorín                                 | Zweden Johan Engström Andreas Harrysson Edwin Torbjörnsson Viktor Tingström | 9 – 7                                   | Tsjechië Vitezslav Sedlák Alexander Masek David Pisek Pavel Drtil                |

### Heren dubbels
| Jaar | Plaats                                  | Winnaars                                              | Uitslag                                 | Tegenstanders                                   |
| ---- | --------------------------------------- | ----------------------------------------------------- | --------------------------------------- | ----------------------------------------------- |
| 1978 | Kopenhagen                              | Engeland Eric Bristow John Lowe                       | 4 – 0                                   | Engeland Cliff Lazarenko Doug McCarthy          |
| 1980 | Ebbw Vale                               | Zweden Björn Enqvist Stefan Lord                      | 4 – 2                                   | Schotland Alistair Forrester Rab Smith          |
| 1982 | Southend                                | Zweden Björn Enqvist Stefan Lord                      | 4 – 1                                   | Schotland Peter Masson Jim McGuigan             |
| 1984 | Den Haag                                | Engeland Cliff Lazarenko Dave Whitcombe               | 4 – 3                                   | Wales Peter Locke Malcolm Davies                |
| 1986 | Turku                                   | Engeland Eric Bristow John Lowe                       | 4 – 2                                   | Finland Tapani Uitos Kexi Heinäharju            |
| 1988 | Great Yarmouth                          | Zweden Stefan Lord Lars Erik Karlsson                 | 4 – 0                                   | Zweden Magnus Caris Andrée Bomander             |
| 1990 | Verdala                                 | Engeland Bob Anderson Phil Taylor                     | 4 – 2                                   | Engeland Eric Bristow John Lowe                 |
| 1992 | Kerava                                  | Schotland Ronnie Sharp Jamie Harvey                   | 4 – 3                                   | Finland Aulis Nissinen Kexi Heinäharju          |
| 1994 | Stockholm                               | Wales Eric Burden Martin Phillips                     | 4 – 3                                   | Wales Richie Burnett Sean Palfrey               |
| 1996 | Bundoran                                | Engeland Martin Adams Andy Fordham                    | 4 – 2                                   | Nederland Raymond van Barneveld Braulio Roncero |
| 1998 | Oslo                                    | Wales Sean Palfrey Martin Phillips                    | 4 – 1                                   | Schotland Peter Johnstone Mike Veitch           |
| 2000 | Veldhoven                               | Nederland Raymond van Barneveld Co Stompé             | 4 – 3                                   | Engeland Martin Adams Mervyn King               |
| 2002 | Mechelen                                | Engeland Martin Adams Mervyn King                     | 4 – 0                                   | Schotland Gary Anderson Peter Johnstone         |
| 2004 | Tampere                                 | Nederland Raymond van Barneveld Vincent van der Voort | 4 – 3                                   | Engeland Martin Adams Mervyn King               |
| 2006 | Ennis                                   | Schotland Paul Hanvidge Paul McGimpsey                | 4 – 0                                   | Finland Marko Kantele Jarkko Komula             |
| 2008 | Kopenhagen                              | Engeland Martin Adams John Walton                     | 4 – 2                                   | Finland Marko Kantele Jarkko Komula             |
| 2010 | Antalya                                 | Engeland Martin Adams Scott Waites                    | 6 – 4                                   | Engeland Tony O'Shea Darryl Fitton              |
| 2012 | Antalya                                 | Nederland Christian Kist Jan Dekker                   | 6 – 0                                   | Litouwen Arūnas Čiplys Darius Labanauskas       |
| 2014 | Boekarest                               | Engeland Scott Waites Scott Mitchell                  | 6 – 5                                   | Engeland Glen Durrant James Wilson              |
| 2016 | Egmond aan Zee                          | Nederland Wesley Harms Richard Veenstra               | 6 – 2                                   | Schotland Ross Montgomery Alan Soutar           |
| 2018 | Boedapest                               | Engeland Scott Mitchell Daniel Day                    | 6 – 3                                   | Nederland Martijn Kleermaker Chris Landman      |
| 2020 | niet gehouden vanwege de Coronapandemie | niet gehouden vanwege de Coronapandemie               | niet gehouden vanwege de Coronapandemie | niet gehouden vanwege de Coronapandemie         |
| 2022 | Gandia                                  | Engeland Joshua Richardson Scott Williams             | 6 – 2                                   | Polen Sebastian Białecki Dariusz Marciniak      |
| 2024 | Šamorín                                 | Zweden Johan Engström Andreas Harrysson               | 6 – 3                                   | Engeland Scott Mitchell Cameron Crabtree        |

### Heren individueel
| Jaar | Plaats                                  | Winnaar                                 | Uitslag                                 | Tegenstander                            |
| ---- | --------------------------------------- | --------------------------------------- | --------------------------------------- | --------------------------------------- |
| 1978 | Kopenhagen                              | John Lowe                               | 4 – 1                                   | Jocky Wilson                            |
| 1980 | Ebbw Vale                               | Tony Brown                              | 4 – 0                                   | Eric Bristow                            |
| 1982 | Southend                                | Bobby George (74,40)                    | 4 – 0                                   | Eric Bristow (69,00)                    |
| 1984 | Den Haag                                | John Lowe                               | 4 – 0                                   | Leighton Rees                           |
| 1986 | Turku                                   | John Lowe                               | 4 – 2                                   | Cliff Lazarenko                         |
| 1988 | Great Yarmouth                          | Mike Gregory                            | 4 – 0                                   | Trevor Nurse                            |
| 1990 | Verdala                                 | Phil Taylor                             | 4 – 3                                   | Eric Burden                             |
| 1992 | Kerava                                  | Phil Taylor                             | 4 – 2                                   | John Lowe                               |
| 1994 | Stockholm                               | Steve Beaton                            | 4 – 3                                   | Martin Adams                            |
| 1996 | Bundoran                                | Martin Adams                            | 4 – 3                                   | Roland Scholten                         |
| 1998 | Oslo                                    | Co Stompé                               | 4 – 2                                   | Andy Fordham                            |
| 2000 | Veldhoven                               | Mitchell Crooks                         | 4 – 3                                   | Ritchie Davies                          |
| 2002 | Mechelen                                | Peter Johnstone                         | 4 – 2                                   | Mervyn King                             |
| 2004 | Tampere                                 | Raymond van Barneveld                   | 4 – 2                                   | Robert Wagner                           |
| 2006 | Ennis                                   | Mark Webster                            | 4 – 3                                   | Niels de Ruiter                         |
| 2008 | Kopenhagen                              | Mark Webster                            | 4 – 0                                   | Daryl Gurney                            |
| 2010 | Antalya                                 | Martin Phillips                         | 7 – 3                                   | Willy van de Wiel                       |
| 2012 | Antalya                                 | Gary Stone                              | 7 – 4                                   | Christian Kist                          |
| 2014 | Boekarest                               | David Concannon (93,15)                 | 7 – 5                                   | Darius Labanauskas (88,56)              |
| 2016 | Egmond aan Zee                          | Richard Veenstra                        | 7 – 5                                   | Jim Williams                            |
| 2018 | Boedapest                               | Martin Heneghan (79,72)                 | 7 – 2                                   | Pavel Jirkal (76,79)                    |
| 2020 | niet gehouden vanwege de Coronapandemie | niet gehouden vanwege de Coronapandemie | niet gehouden vanwege de Coronapandemie | niet gehouden vanwege de Coronapandemie |
| 2022 | Gandia                                  | Jacques Labre (96,56)                   | 7 – 2                                   | Teemu Harju (88,95)                     |
| 2024 | Šamorín                                 | Dennie Olde Kalter (85,91)              | 7 – 5                                   | Adrian Devine (84,91)                   |

### Vrouwen overall
| Jaar | Plaats                                  | Goud                                    | Zilver                                  | Brons                                   |
| ---- | --------------------------------------- | --------------------------------------- | --------------------------------------- | --------------------------------------- |
| 1982 | Southend                                | Wales                                   | Zweden                                  | Schotland                               |
| 1984 | Den Haag                                | Engeland                                | Finland                                 | Schotland / Zweden                      |
| 1986 | Turku                                   | Engeland                                | Zweden                                  | Nederland                               |
| 1988 | Great Yarmouth                          | Engeland                                | Wales                                   | Schotland                               |
| 1990 | Verdala                                 | Engeland                                | België                                  | Wales                                   |
| 1992 | Kerava                                  | Wales                                   | Duitsland                               | Engeland                                |
| 1994 | Stockholm                               | Engeland                                | Nederland                               | Wales                                   |
| 1996 | Bundoran                                | Engeland                                | Nederland                               | Finland                                 |
| 1998 | Oslo                                    | Engeland                                | Noord-Ierland                           | Finland                                 |
| 2000 | Veldhoven                               | Nederland                               | Engeland                                | Denemarken                              |
| 2002 | Mechelen                                | Nederland                               | Engeland                                | Zweden                                  |
| 2004 | Tampere                                 | Engeland                                | Nederland                               | Ierland                                 |
| 2006 | Ennis                                   | Engeland                                | Schotland                               | Wales                                   |
| 2008 | Kopenhagen                              | Schotland                               | Zweden                                  | Wales                                   |
| 2010 | Antalya                                 | Wales                                   | Nederland                               | Engeland                                |
| 2012 | Antalya                                 | Nederland                               | Engeland                                | België                                  |
| 2014 | Boekarest                               | Engeland                                | Nederland                               | Duitsland                               |
| 2016 | Egmond aan Zee                          | Engeland                                | Nederland                               | Wales                                   |
| 2018 | Boedapest                               | Engeland                                | Nederland                               | Wales                                   |
| 2020 | niet gehouden vanwege de Coronapandemie | niet gehouden vanwege de Coronapandemie | niet gehouden vanwege de Coronapandemie | niet gehouden vanwege de Coronapandemie |
| 2022 | Gandia                                  | Engeland                                | Zweden                                  | Nederland                               |
| 2024 | Šamorín                                 | Nederland                               | Ierland                                 | Slowakije                               |

### Vrouwen teams
| Jaar | Plaats                                  | Winnaars                                                                           | Uitslag                                 | Tegenstanders                                                                       |
| ---- | --------------------------------------- | ---------------------------------------------------------------------------------- | --------------------------------------- | ----------------------------------------------------------------------------------- |
| 2014 | Boekarest                               | Engeland Deta Hedman Lorraine Winstanley Trina Gulliver Lisa Ashton                | 9 – 3                                   | Nederland Sharon Prins Aileen de Graaf Anneke Kuijten Tamara Schuur                 |
| 2016 | Egmond aan Zee                          | Engeland Deta Hedman Lorraine Winstanley Trina Gulliver Fallon Sherrock            | 9 – 3                                   | Nederland Sharon Prins Aileen de Graaf Anneke Kuijten Anca Zijlstra                 |
| 2018 | Boedapest                               | Engeland Maria O’Brien Deta Hedman Fallon Sherrock Lorraine Winstanley             | 9 – 1                                   | Nederland Sharon Prins Anca Zijlstra Femke Herms Vanessa Zuidema                    |
| 2020 | niet gehouden vanwege de Coronapandemie | niet gehouden vanwege de Coronapandemie                                            | niet gehouden vanwege de Coronapandemie | niet gehouden vanwege de Coronapandemie                                             |
| 2022 | Gandia                                  | Engeland Claire Brookin Beau Greaves Deta Hedman Lorraine Winstanley               | 9 – 1                                   | Nederland Noa-Lynn van Leuven Lerena Rietbergen Priscilla Steenbergen Anca Zijlstra |
| 2024 | Šamorín                                 | Nederland Noa-Lynn van Leuven Aletta Wajer Priscilla Steenbergen Lerena Rietbergen | 9 – 4                                   | Slowakije Martina Sulovska Nina Staskova Lucia Jankovska Katarina Nagyova           |

### Vrouwen dubbels
| Jaar | Plaats                                  | Winnaars                                   | Uitslag                                 | Tegenstanders                                |
| ---- | --------------------------------------- | ------------------------------------------ | --------------------------------------- | -------------------------------------------- |
| 1982 | Southend                                | Zweden Charlotte Eriksson Carina Sahlberg  | 3 – 1                                   | Schotland Cathie Gibson Lynn MacKay          |
| 1984 | Den Haag                                | Engeland Linda Batten Sharon Kemp          | 3 – 0                                   | Finland Päivi Lönnroth Sirpa Levänen         |
| 1986 | Turku                                   | Engeland Jayne Kempster Linda Batten       | 4 – 2                                   | Zweden Maarit Fagerholm Carina Sahlberg      |
| 1988 | Great Yarmouth                          | Wales Linda Rogers Ann Thomas              | 4 – 1                                   | Schotland Janette Youngson Cathie Gibson     |
| 1990 | Verdala                                 | Engeland Sharon Colclough Sue Edwards      | 4 – 0                                   | België Vicky Pruim Rita Lagace               |
| 1992 | Kerava                                  | Wales Sandra Greatbatch Rhian Speed        | 4 – 2                                   | Engeland Sue Edwards Sharon Colclough        |
| 1994 | Stockholm                               | Engeland Tammy Montgomery Deta Hedman      | 4 – 2                                   | Nederland Valerie Maytum Francis Hoenselaar  |
| 1996 | Bundoran                                | Engeland Deta Hedman Mandy Solomons        | 4 – 0                                   | Noord-Ierland Grace Crane Denise Cassidy     |
| 1998 | Oslo                                    | Engeland Trina Gulliver Mandy Solomons     | 4 – 2                                   | Zweden Kristina Korpii Linda Nilsson         |
| 2000 | Veldhoven                               | Nederland Francis Hoenselaar Karin Krappen | 4 – 3                                   | Engeland Trina Gulliver Apylee Jones         |
| 2002 | Mechelen                                | Nederland Francis Hoenselaar Karin Krappen | 4 – 3                                   | Zweden Carina Ekberg Maud Jansson            |
| 2004 | Tampere                                 | Engeland Trina Gulliver Clare Bywaters     | 4 – 2                                   | Nederland Francis Hoenselaar Karin Krappen   |
| 2006 | Ennis                                   | Engeland Trina Gulliver Clare Bywaters     | 4 – 3                                   | Schotland Anne Kirk Louise Hepburn           |
| 2008 | Kopenhagen                              | Zweden Carina Ekberg Gretel Glasö          | 4 – 1                                   | Wales Julie Gore Jan Robbins                 |
| 2010 | Antalya                                 | Wales Julie Gore Rhian Edwards             | 6 – 2                                   | Ierland Angela De Ward Caroline Breen        |
| 2012 | Antalya                                 | Nederland Karin Krappen Tamara Schuur      | 6 – 3                                   | Wales Julie Gore Rhian Edwards               |
| 2014 | Boekarest                               | Duitsland Irina Armstrong Anne Willkomm    | 6 – 5                                   | Nederland Aileen de Graaf Anneke Kuijten     |
| 2016 | Egmond aan Zee                          | Wales Rhian Edwards Rhian Griffiths        | 6 – 5                                   | Engeland Deta Hedman Lorraine Winstanley     |
| 2018 | Boedapest                               | Engeland Deta Hedman Maria O'Brien         | 6 – 5                                   | Engeland Lorraine Winstanley Fallon Sherrock |
| 2020 | niet gehouden vanwege de Coronapandemie | niet gehouden vanwege de Coronapandemie    | niet gehouden vanwege de Coronapandemie | niet gehouden vanwege de Coronapandemie      |
| 2022 | Gandia                                  | Engeland Deta Hedman Beau Greaves          | 6 – 3                                   | Zweden Vicky Pruim Susianne Hägvall          |
| 2024 | Šamorín                                 | Nederland Noa-Lynn van Leuven Aletta Wajer | 6 – 3                                   | Wales Rhian O'Sullivan Eve Watson            |

### Vrouwen individueel
| Jaar | Plaats                                  | Winnaar                                 | Uitslag                                 | Tegenstander                            |
| ---- | --------------------------------------- | --------------------------------------- | --------------------------------------- | --------------------------------------- |
| 1982 | Southend                                | Sandra Gibb (65,10)                     | 3 – 1                                   | Ann Marie Davies (60,90)                |
| 1984 | Den Haag                                | Linda Batten                            | 3 – 1                                   | Sharon Kemp                             |
| 1986 | Turku                                   | Jayne Kempster                          | 4 – 0                                   | Maarit Fagerholm                        |
| 1988 | Great Yarmouth                          | Sue Edwards                             | 4 – 1                                   | Jayne Kempster                          |
| 1990 | Verdala                                 | Sue Edwards                             | 4 – 0                                   | Vicky Pruim                             |
| 1992 | Kerava                                  | Heike Ernst                             | 4 – 1                                   | Sandra Greatbatch                       |
| 1994 | Stockholm                               | Deta Hedman                             | 4 – 2                                   | Francis Hoenselaar                      |
| 1996 | Bundoran                                | Francis Hoenselaar                      | 4 – 3                                   | Deta Hedman                             |
| 1998 | Oslo                                    | Denise Cassidy                          | 4 – 1                                   | Mandy Solomons                          |
| 2000 | Veldhoven                               | Trina Gulliver                          | 4 – 0                                   | Ann-Louise Andersen                     |
| 2002 | Mechelen                                | Clare Bywaters                          | 4 – 2                                   | Francis Hoenselaar                      |
| 2004 | Tampere                                 | Francis Hoenselaar                      | 4 – 3                                   | Trina Gulliver                          |
| 2006 | Ennis                                   | Trina Gulliver                          | 4 – 2                                   | Clare Bywaters                          |
| 2008 | Kopenhagen                              | Louise Hepburn                          | 4 – 0                                   | Lisa Ashton                             |
| 2010 | Antalya                                 | Francis Hoenselaar                      | 7 – 5                                   | Julie Gore                              |
| 2012 | Antalya                                 | Patricia De Peuter                      | 7 – 6                                   | Trina Gulliver                          |
| 2014 | Boekarest                               | Anastasia Dobromyslova (80,46)          | 7 – 5                                   | Deta Hedman (83,34)                     |
| 2016 | Egmond aan Zee                          | Sharon Prins                            | 7 – 3                                   | Fallon Sherrock                         |
| 2018 | Boedapest                               | Fiona Gaylor (67,79)                    | 7 – 4                                   | Robyn Byrne (63,01)                     |
| 2020 | niet gehouden vanwege de Coronapandemie | niet gehouden vanwege de Coronapandemie | niet gehouden vanwege de Coronapandemie | niet gehouden vanwege de Coronapandemie |
| 2022 | Gandia                                  | Beau Greaves (76,01)                    | 7 – 4                                   | Almudena Fajardo (71,74)                |
| 2024 | Šamorín                                 | Robyn Byrne (75,74)                     | 7 – 4                                   | Noa-Lynn van Leuven (72,48)             |